# 魯鑑
魯鑑，大同府大同縣人，祖籍甘肅永登(河橋驛、西大通堡)，明朝軍事將領。

## 生平
正統末年，魯鑒嗣父職。久之，擢署都指揮僉事。成化四年，固原滿四謀反，魯鑑率領千人土兵跟從征討，并為先驅，平定后，進署都督同知。尋充左參將，分守莊浪。成化十七年，因寇入境而連坐，罰戴罪立功。之後充左副總兵，協守甘肅。蒙古寇犯永昌，被彈劾，其上書辯解，改命充總兵官，鎮守延綏。弘治年間，因舊創疾發去世，贈右都督。

## 家族
其先祖阿失都鞏蔔失加，明朝初年率部歸附，朱元璋授其為百夫長，俾統所部居莊浪。傳子失加，累官莊浪衛指揮同知。
有子魯麟、魯福。